# 日本語なるほど塾
日本語なるほど塾（にほんご・なるほどじゅく）は、2004年度から2005年度にかけて、NHK教育テレビで放送された日本語教養番組である。副音声解説放送を実施した。

## 概要
近年、日本語の乱れが深刻になったり、あるいはITなどの影響から新しい日本語が続々と誕生する傾向にある。日本語の研究に情熱を傾ける国語学者や作家などをスタジオに毎月招き、日本語の奥深さや正しい使い方などを再発見してもらうというコンセプトで放送される。司会は、2005年6月まで山根基世、2005年7月から山本哲也が務めた。
2005年度からNHK人間講座を曜日別にリニューアルして、『知るを楽しむ』の毎週木曜日で1年間放送された（初回放送が22:25 - 22:50。再放送は翌週木曜日 5:05 - 5:30）。

## 放送リスト
単独番組時代（2004年4月から2005年3月）
1. 2004年4月：「ことばの力を取り戻そう」- 齋藤孝
2. 2004年5月：「ようこそ!言葉の迷宮へ」- 金田一秀穂
3. 2004年6月：「『対話』してみませんか」 - 平田オリザ
4. 2004年7月：「言葉が批評になる時」 - 天野祐吉
5. 2004年8月：「日本語"超"進化論!」 - 加賀野井秀一
6. 2004年9月：「言葉よ、立ち上がれ!」 - ねじめ正一
7. 2004年10月：「ドキドキドッカーン!擬音・擬態語の世界」 - 山口仲美
8. 2004年11月：「近ごろ気になる敬語のはなし」 - 井上史雄
9. 2004年12月：「心を鍛える言葉」 - 白石豊
10. 2005年1月：「もっと楽しい国語のススメ」 - 清水義範
11. 2005年2月：「本当はおもしろい文法のはなし」 - 森山卓郎
12. 2005年3月：「基礎関西語」 - 山下好孝

「知るを楽しむ」へ移行後（2005年4月から）
1. 2005年4月：「思いが通じるコミュニケーションレッスン」 - 山田ズーニー
2. 2005年5月：「日本語に魅せられて」 - リービ英雄
3. 2005年6月：「ヒット曲でつづることば物語」 - 大塚明子（山根基世の司会はここまで）
4. 2005年7月：「留学生からみた日本語のトホホ」 - 佐々木瑞枝（以降山本哲也が司会）
5. 2005年8月：「イキで勝負!東京ことば」 - 林えり子
6. 2005年9月：「沖縄ことばチャンプルー」 - 藤木勇人
7. 2005年10月：「にほんごの立役者・漢字の力」 - 阿辻哲次
8. 2005年11月：「知って納得!数え方レッスン」 - 飯田朝子
9. 2005年12月：「ムダ口のススメ」 - 荻野アンナ
10. 2006年1月：「私の母語は津軽弁」 - 伊奈かっぺい
11. 2006年2月：「リンボウ先生の手取り足取り書き方教室」 - 林望
12. 2006年3月：「あなたの知らない語感の力」 - 黒川伊保子（最終シリーズ）